# Hemyda conopoides
Hemyda conopoides är en tvåvingeart som beskrevs av Guimaraes 1979. Hemyda conopoides ingår i släktet Hemyda och familjen parasitflugor. Inga underarter finns listade i Catalogue of Life.